# Sharon Rackham
Sharon Margaret Rackham (Tongatapu, 25 luglio 1974) è un'ex atleta paralimpica australiana che ha gareggiato nella categoria T20.

## Biografia
Rackham è nata nel 1974 sull'isola di Tongatapu, nello stato di Tonga. Ha conquistato la medaglia d'oro nei 200 metri ad Atlanta 1996, che le è valsa la medaglia dell'Ordine dell'Australia. A Sydney 2000 ha vinto la medaglia d'argento sempre nei 200 metri piani.
Rackham ha vinto anche due titoli mondiali nei 200 metri piani a Berlino 1994 e a Birmingham 1998.

## Palmarès
| Anno | Manifestazione       | Sede       | Evento          | Risultato | Prestazione | Note |
| ---- | -------------------- | ---------- | --------------- | --------- | ----------- | ---- |
| 1994 | Mondiali paralimpici | Berlino    | 200 m piani T20 | Oro       | 27"59       |      |
| 1996 | Giochi paralimpici   | Atlanta    | 200 m piani T20 | Oro       | 26"79       |      |
| 1998 | Mondiali paralimpici | Birmingham | 200 m piani T20 | Oro       | 27"14       |      |
| 2000 | Giochi paralimpici   | Sydney     | 200 m piani T20 | Argento   | 26"92       |      |